# Великая Сушица
Великая Сушица (укр. Велика Сушиця) — село в Хыровской городской общине Самборского района Львовской области Украины.
Население по переписи 2001 года составляло 1275 человек. Занимает площадь 3,143 км². Почтовый индекс — 82064. Телефонный код — 3238.